# タナ川 (キューバ)
タナ川（タナかわ、スペイン語: Río Tana）とは、キューバ南部ラス・トゥーナス州を流れる河川。グアカナヤボ湾に注ぐ。